# 卵叶刺果卫矛
卵叶刺果卫矛（学名：Euonymus trichocarpus）是卫矛科卫矛属的植物，为台灣的特有植物。分布于台灣本島，多生长在山坡上，目前尚未由人工引种栽培。